# Abaxianthus convexus
Abaxianthus es un género monotípico de orquídeas. Está separado del género Flickingeria. Su única especie: Abaxianthus convexus, es originaria de Asia, Australia y Nueva Guinea.

## Descripción
Son orquídeas epífitas que se distribuyen por los bosques de manglares de Sudeste de Asia, Australia y Nueva Guinea. Se caracteriza por los pequeños y redondos, pseudobulbos cada uno con un hoja y una flor.
Las especies son epífitas con largos y delgados rizomas y ovalados pseudobulbos coronado por una sencilla hoja, peciolada, plana y gruesa. Detrás de los brotes de las hojas aparecen las efímeras flores que solo florecen un día.
Las flores son delgadas y sépalos y pétalos planos, el sépalo superior más estrecho que los laterales. Los pétalos más estrechos que los sépalos. El labio tiene tres lóbulos estrechos con lóbulos laterales y lóbulo medio en la parte superior que está dividido en dos lóbulos adicionales y un callo central.

## Distribución y hábitat
Las especies principalmente crecen sobre los árboles en los bosques húmedos en los alrededores de las bocas de los grandes ríos, como los bosques de manglares. Se encuentran en Malasia, Filipinas, Indonesia, en el norte Australia y Nueva Guinea.

## Taxonomía
Todavía hay incertidumbre sobre la situación exacta y el derecho a existir de Abaxianthus. El género se separó en 2002 de Flickingeria por Clements y D.L.Jones y publicado en Orchadian (Australasian native orchid society) 13: 485. 2002.
Etimología
El nombre de este género Abaxianthus, proviene del latín abaxialis (lejos de los ejes) y anthus (flores), que se refiere a la inflorescencia que surge de la parte superior del pseudobulbo detrás del comienzo de la hoja y no en el eje del pecíolo.
convexus: epíteto latíno que significa "convexo"
Basóni,mo
- Desmotrichum convexum Blume[3]